# Aeroportul Internațional Chongqing Jiangbei
Aeroportul Internațional Chongqing Jiangbei (IATA: CKG, ICAO: ZUCK) este un aeroport din Lianglu Subdistrict⁠(d), Yubei District⁠(d), Chongqing, Republica Populară Chineză ce deservește zona Chongqing. Aeroportul a fost tranzitat în 2022 de 21.673.547 de pasageri. A fost deschis în 1990 și numit după zona deservită.
Situat la o altitudine de 416 m, aeroportul dispune de 3 piste.

## Infrastructură

### Piste
Aeroportul dispune de 3 piste: 
- pista 02L/20R din asfalt, cu dimensiunile 3.200 m × 45 m
- pista 02R/20L din beton, cu dimensiunile 3.600 m × 45 m
- pista 03/21 din beton, cu dimensiunile 3.800 m × 60 m